# 1935 în film
- 1934 în cinematografie — 1935 în cinematografie — 1936 în cinematografie

## Premiere
- ¡Vámonos con Pancho Villa! – (Haideți cu Pancho Villa!) — filmul este, alături de El compadre Mendoza - (Prietenul Mendoza) și El prisionero trece - (Prizonierul treispezece), ambele din 1933), parte a Trilogiei Revoluției, fiind realizat de editorul, scenaristul și regizorul de film mexican Fernando de Fuentes Carrau
- Anul 1935 a fost un an prolific pentru Fernando de Fuentes Carrau; acesta a realizat, alături de El prisionero trece, încă un film:
  - La familia Dressel - (Familia Dressel)

## Premii

### Oscar
- Cel mai bun film:
- Cel mai bun regizor:
- Cel mai bun actor:
- Cea mai bună actriță:
- Cel mai bun film străin:

Articol detaliat: Oscar 1935